# SN 2011fe
SN 2011fe (originariamente indicata come PTF 11kly) è una supernova di tipo Ia esplosa nella Galassia Girandola (M101), ad una distanza di circa 21 milioni di anni luce dalla Terra.
È stata scoperta dal rilevamento automatico Palomar Transient Factory (PTF) il 24 agosto 2011, poco dopo l'esplosione della stella progenitrice, una nana bianca, sulla base di immagini raccolte nei due giorni precedenti. È la più giovane supernova di tipo Ia mai individuata. Nella prima parte del mese di settembre 2011 ha raggiunto, al massimo della luminosità, la magnitudine 10.
La prima immagine della supernova successiva alla scoperta, ma precedente all'annuncio da parte del PTF, è stata ripresa dalla genovese Marina Costa dell'Osservatorio Astronomico del Righi (Genova) dal cielo di Rossiglione la sera del 24 agosto, alle 19h 45m UTC.